# Allodia septentrionalis
Allodia septentrionalis är en tvåvingeart som beskrevs av Walter Leopold Victor Hackman 1971. Allodia septentrionalis ingår i släktet Allodia och familjen svampmyggor. Arten är reproducerande i Sverige. Inga underarter finns listade i Catalogue of Life.